# Reinar Hallik
Reinar Hallik, né le 5 janvier 1984, à Narva, en République socialiste soviétique d'Estonie, est un joueur estonien de basket-ball. Il évolue au poste de pivot.

## Palmarès
- Coupe de Finlande 2008
- Coupe d'Estonie 2012